# Brilliant days
『Brilliant days』（ブリリアントデイズ）は、2013年4月1日から放送のエフエム北海道（AIR-G'）のラジオ番組。
2018年4月から毎週金曜日に『北川久仁子のbrilliant days×F』というタイトルで放送している。

## 概要
2013年3月28日まで放送された『Vivid Couleur』の後番組である。ただし、『AIR-G' Morning Pax』から引き継がれてきた2部制が廃され、全時間を1人で担当することとなった代わりにこれまで9時にあった番組の境目が8:20に繰り上げられた。『Vivid Couleur』内で放送された『道新ヘッドラインニュース』『天気予報』『交通情報』やショートプログラム『JR de 窓の旅』は独立番組として放送（タイムテーブルでは当時の『中西哲生のクロノス』内包）されるようになった。
パーソナリティの北川は2002年以降『Zack-Ba-Lunch』『La Vita Vivace』『Vivace Friday』『SWEET GREEN』『lief』と11年以上お昼の声としてなじみがあった。それ以前は夕方ワイド『GO・I・S』や深夜番組『電波フリークス80.4』を担当しており、午前中の帯番組は初となる。
2018年に再び大改編があり、当該時間帯が2部制の『朝MORi』となるも、横帯から縦帯という形に変わり、『北川久仁子のbrilliant days×F』という金曜10時間ワイドとなった。

## 出演
- 北川久仁子

## 放送時間
- 毎週月曜 - 木曜 8:30 - 11:00 （日本標準時）。